# Joseph von Fürnberg
Joseph Weber Edler von Fürnberg (* 24. Februar 1742; † 13. September 1799 in Melk) war ein Industrieller im Waldviertel, Niederösterreich.
Sein Großvater, der Arzt Johann Carl Weber (ca. 1693–1750) war k.k. Regierungsrat in Sanitätssachen gewesen, 1731 in den Ritterstand erhoben worden, und hatte einige Herrschaften um Melk erworben.
Am 16. Juli 1774 erhielt Fürnberg das Privileg zur Errichtung einer Holzschwemme im Weinsberger Wald, mit dem Recht, auf den Flüssen Weitenbach, Kamp, Großer- und Kleiner Krems Holz zu triften, woraufhin er Holzarbeiter in das Waldviertel holte. Noch vor Erteilung des Schwemmprivilegiums waren zwischen 1772 und 1774 bei Planung und Bau der dazu notwendigen aufwendigen Schwemmbauwerke die Brüder Johann und Georg Hubmer beschäftigt. Fürnberg ließ das Schloss Luberegg als Stapel- und Verladeplatz für das Schwemmholz und als Sitz der Verwaltung errichten, weiters im dahinter liegenden Leiben eine Papierfabrik und in Gutenbrunn wurde die seit 1599 bestehende Glasfabrikation ausgebaut.
Nachdem gesetzliche Regelungen zum Schutz der Wälder vor Raubbau eingeführt wurden, verlegte er sich auf das Post- und Beförderungswesen. Er errichtete 1791 eine Poststraße mit Stationen in Luberegg, Pöggstall und Gutenbrunn, deren Kunstbauten noch heute existieren, erwarb Poststationen in Purkersdorf und Melk und ließ in Melk eines der schönsten Posthäuser Österreichs errichten.

## Bauherr
- 1771–1785 Schloss Gutenbrunn am Weinsberg
- um 1780 Schloss Luberegg